# Tomanowa Szczelina I
Tomanowa Szczelina I – jaskinia w Dolinie Tomanowej w Tatrach Zachodnich. Wejście do niej znajduje się w grani Rzędów Tomanowych, w pobliżu Małej Przełączki, niedaleko Groty nad Małą Przełączką, na wysokości 2005 metrów n.p.m. Długość jaskini wynosi 7 metrów, a jej deniwelacja 2,5 metrów.

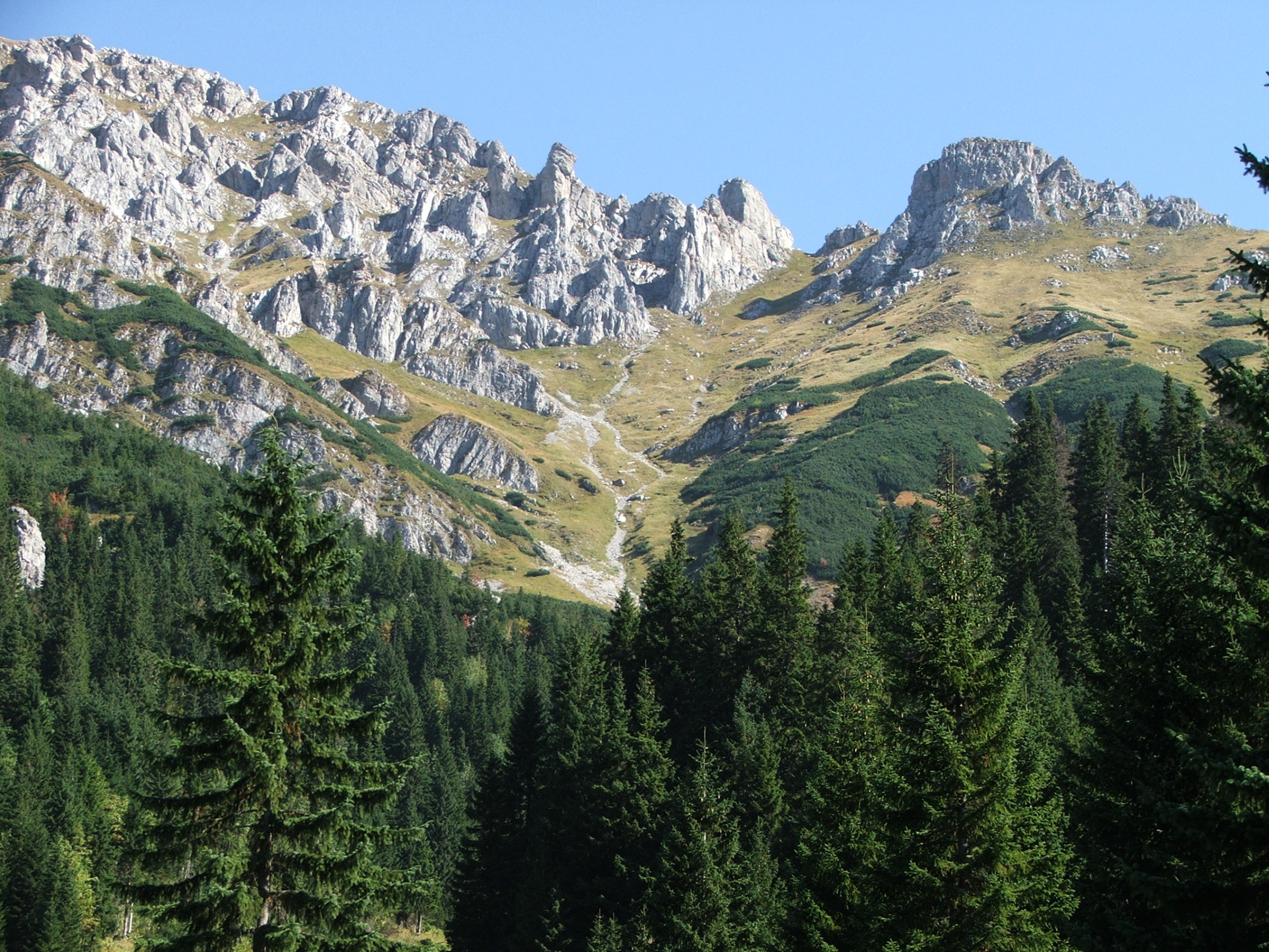
Rzędy Tomanowe

## Opis jaskini
Jaskinię stanowi szczelinowy, bardzo ciasny korytarzyk, do którego prowadzą z powierzchni dwie, położone obok siebie, studzienki (o głębokości 2,3 i 1,5 m).  

## Przyroda
W jaskini brak jest nacieków. Ściany są wilgotne, rosną na nich mchy i porosty. 

## Historia odkryć
Jaskinię odkryli oraz sporządzili jej plan i opis W. Mindewicz i K. Recielski w 2013 roku.